# Jacques-François Ancelot
Jacques-Arsène-Polycarpe-François Ancelot (9. ledna 1794 Le Havre – 7. září 1854 Paříž) byl francouzský dramatik a spisovatel.

## Život a dílo
Ancelot byl synem úředníka u obchodního soudu v Le Havre. Po studiích v rodném městě a Rouenu získal díky podpoře svého strýce roku 1813 práci na námořní prefektuře v Rochefortu a o dva roky později nastoupil na ministerstvo námořnictva. Do této doby se datují jeho první literární pokusy.
Roku 1816 přijalo Théâtre-Français jeho tragédii Warbeck, která ale nebyla inscenována. O tři roky později vydal své nejznámější dílo, tragédii o pěti jednáních Louis IX. (Ludvík IX.) Hra došla příznivého přijetí i u krále Ludvíka XVIII., jenž Ancelotovi udělil čestný plat 2000 franků. Od této doby si Ancelot vydělával jako knihovník v Bibliothèque de l'Arsenal. Další hra, Le Maire du palais již nebyla tak úspěšná, ale po jejím uvedení mu byl udělen Řád čestné legie v hodnosti rytíře.
V létě 1826 byl Ancelot součástí delegace maršála Auguste de Marmont do Petrohradu na korunovačních oslavách cara Mikuláše I. Zážitky a dojmy z této cesty vyšly v následujícím roce pod názvem Six mois en Russie (Šest měsíců v Rusku), z ruské tematiky čerpá i Olga ou l’orpheline moscovite (Olga, aneb moskevský sirotek) z roku 1828.
Kvůli červencové revoluci přišel o penzi i o posty čestného správce knihovny v Arsenalu a královského knihovníka. Bez stálých příjmů se následujících deset let věnoval psaní především vaudevillů, dramat i lehkých komedií. Žádné z jeho dalších děl ale nedosáhlo úspěchu Ludvíka IX.. Ovšem tragédie Maria Padilla (1838) mu v roce 1841 vynesla místo ve Francouzské akademii, jako nástupce zesnulého filozofa Louis-Gabriela de Bonald (Křeslo 30).
V roce 1849 byl vyslán vládou do Turína, Florencie, Bruselu a dalších hlavních měst, aby jednal o mezinárodních autorských právech.
Ve věku šedesáti let Ancelot zemřel brzy ráno 7. září 1854 doma v Rue de Lille v Paříži a místo posledního odpočinku našel na Cimetière Montparnasse (10. divize).
Jeho historická hra Têtes Rondes et Cavalieres (Kulaté hlavy a kavalíři) z roku 1833, kterou napsal spolu s Xavierem Bonifacem Saintinem, posloužila za předlohu libretistovi Carlu Pepoli při psaní libreta pro Belliniho operu I puritani (Puritáni). Dalšími díly s podobným osudem byly tragédie Maria Padilla (1838), podle níž napsal Gaetano Rossi libreto ke stejnojmenné opeře Gaetana Donizettiho a Élisabeth d’Angleterre (1829), podle níž napsal Salvadore Cammarano libreto k jiné Donizettiho opeře Robert Devereux.